# Karl Schöttner
Karl Anton Schöttner (* 30. Oktober 1869 in Karlsbad; † 23. Dezember 1946 in Bamberg) war ein österreichischer Unternehmer, Bergsteiger und Sachbuchautor.

## Leben
Karl Schöttner wurde im böhmischen Kurort Karlsbad im Haus Nr. 70 geboren. Seine Eltern waren Heinrich Michael Lebzeltner Schöttner und dessen Ehefrau Wilhelmine Barbare geborene Seidel, beide aus Karlsbad stammend. Er besuchte die Handelsschule in Prag, wo er Mitglied der dortigen Sektion des Deutschen und Österreichischen Alpenverein e. V. wurde. Nach Karlsbad zurückgekehrt, stieg er die in Fischern ansässige elterliche Speditionsfirma Schöttner & Seidel ein und wirkte fortan als Spediteur. In seiner Freizeit widmete er sich vornehmlich dem Alpinismus. Als Bergsteiger regte bereits 1894 die Anlage eines Weges auf die Laserzwand (2614 m ü. A.) in den Lienzer Dolomiten an.
Die Idee zur Gründung einer eigenen Sektion im Deutschen und Österreichischen Alpenverein e. V. entstand am 15. September 1901 im Hotel Post in Karlsbad bei einem Treffen von ihm und seinem Bruder Paul Schöttner mit Franz Fischer, Wendelin Klemm, Laurenz Hochseeder, Ernst Fickert, Eduard Wobisch, Rolf Grimm, Ernst Baumgärtl, Josef Hofmann, Gustav Kutschera und Julius Stadler. Nach mehrmonatigen Vorbereitungen zählte Karl Schöttner am 16. Februar 1902 zu den Mitbegründern der Sektion Karlsbad im Alpenverein. An diesem Tag wurde er zum SektionsObmann gewählt. Unter seiner Leitung kaufte die Sektion Karlsbad am 6. Juli 1906 die 1888 eingeweihte Leitmeritzer Hütte in den Lienzer Dolomiten, die damals unbewirtschaftet war, von der DeOeAV-Sektion Teplitz für 1000 Kronen ab. Sein Antrag auf Umbenennung in Karlsbader Hütte wurde vom Gesamtvorstand des Deutschen und Österreichischen Alpenvereins in Innsbruck stattgegeben. Im darauffolgenden Jahr widmete sich Karl Schöttner mit ganzer Kraft dem Um- und Ausbau dieser Berghütte, zu deren Hüttenwart er zusätzlich ernannt worden war. Am 6. September 1908 konnte in Anwesenheit namhafter Gäste die Weihe der erweiterten Karlsbader Hütte gefeiert werden, die fortan von der Familie eines Hüttenpächters aus Meran bewirtschaftet wurde.
Dauerhaft nach Karlsbad zurückgekehrt, widmete sich Karl Schöttner der grundlegenden Überarbeitung und Aktualisierung seines im Selbstverlag bei Georg Adler in Eger gedruckten Führers durch die nähere und weitere Umgebung von Karlsbad für Fusswanderer, Radfahrer und Wintersportler, für Eisenbahn-, Kraftwagen- und Wagenfahrten mit einer Umgebungskarte und einem Promenadenplan, der in der 2. Jahreshälfte 1912 in zweiter Auflage erschien.
Bis zu seinem Tod im Jahre 1946, unmittelbar nach seiner Vertreibung aus der Tschechoslowakei, prägte Karl Schöttner als erster Vorsitzender die wechselhafte Geschichte der Sektion bzw. des Zweigs Karlsbad des Alpenvereins.

## Ehrungen
- Der Normalanstieg auf den Großen Muntanitz trägt den Namen Karl-Schöttner-Weg.
- An der Laserzwand wurde eine Plakette für Karl Schöttner angebracht.